# Acacia ehrenbergiana
Espèce
Statut de conservation UICN

 LC  : Préoccupation mineure
Acacia ehrenbergiana, connu sous le nom de salam en arabe ou tamat en langue touareg, est une espèce de plantes à fleurs de la famille des Fabaceae. C'est un arbuste tolérant la sècheresse, dont l'aire de répartition s'étend au nord du Sahel, au Sahara, dans la Corne de l'Afrique et dans la péninsule Arabique.